# Shahrestān-e Tākestān
Shahrestān-e Tākestān (persiska: شهرستان تاكستان, تاكستان) är en delprovins (shahrestan) i Iran.   Den ligger i provinsen Qazvin, i den nordvästra delen av landet, 170 km väster om huvudstaden Teheran.
Delprovinsen hade 172 636 invånare 2016.